# Tommy Torres (álbum)
Tommy Torres es el título del álbum debut homónimo de estudio grabado por el cantautor y músico puertorriqueño Tommy Torres. Fue lanzado al mercado bajo el sello discográfico Sony Discos el 19 de junio de 2001.

## Lista de canciones
Todas las canciones escritas y compuestas por Tommy Torres. 
| Tommy Torres |                                 |                                                                 |          |  |
| N.º          | Título                          | Escritor(es)                                                    | Duración |  |
| 1.           | «Cuento de cuna»                | Tommy Torres · Javier Díez · Miguel Ángel Díaz                  | 3:50     |  |
| 2.           | «Cómo olvidar (Versión pop)»    | Tommy Torres · Javier Diez                                      | 4:14     |  |
| 3.           | «Hoy te vas (Versión balada)»   | Tommy Torres · Marie Grillasca                                  | 4:01     |  |
| 4.           | «Si miras atrás»                | Tommy Torres · Javier Díez                                      | 4:34     |  |
| 5.           | «Tres de abril»                 | Tommy Torres · Miguel Ángel Díaz · Javier Díez · Juan Bermudo   | 3:50     |  |
| 6.           | «Mírame, búscame, déjame»       | Tommy Torres                                                    | 3:57     |  |
| 7.           | «Ella dice»                     | Tommy Torres · Miguel Ángel Díaz · Rafael Vergara               | 3:28     |  |
| 8.           | «No me digas que no»            | Tommy Torres · Miguel Ángel Díaz · Javier Díez · Rafael Vergara | 3:59     |  |
| 9.           | «Penélope»                      | Tommy Torres · Javier Díez                                      | 3:34     |  |
| 10.          | «Nunca imaginé»                 | Omar Alfanno                                                    | 4:24     |  |
| 11.          | «Hoy te vas (Versión pop)»      | Tommy Torres · Marie Grillasca                                  | 3:29     |  |
| 12.          | «Cómo olvidar (Versión balada)» | Tommy Torres · Javier Díez                                      | 4:15     |  |
| 47:33        |                                 |                                                                 |          |  |

- Datos: Q18649827